# Kroke
Kroke, que significa Cracovia en yiddish, es una banda polaca formada en 1992. Se compone de Tomasz Lato (contrabajo), Tomasz Kukurba (viola) y Jerzy Bawoł (acordeón), viejos amigos y graduados en la Academia de Música de Cracovia. Aunque se la conoce principalmente por ser una banda klezmer, Kroke crea y toca composiciones originales empleando ornamentación auténtica, estilos y escalas tanto de música klezmer como sefardí, dando como resultado un sonido que es a la vez contemporáneo y distintivamente judío. Sin embargo, la etiqueta klezmer puede ser más un indicativo de dirección, ya que partiendo de material tradicional han construido sus propios arreglos e improvisaciones, aprovechando su experiencia en el jazz y la música clásica.
Han ido alcanzando gran popularidad en poco tiempo gracias a sus actuaciones en importantes festivales de Europa, entre los que destacan el Reading (Reino Unido) y el E.B.E. Contemporary Folk Music de Roskilde (Dinamarca), o numerosos encuentros de música judía. Han compartido escenario con artistas de la talla de Van Morrison, Ravi Shankar, Klezmatics o Natacha Atlas, entre otros, colaborando recientemente con el violinista Nigel Kennedy en el álbum East Meets East.
Entre sus admiradores se cuentan actores como Ben Kingsley y Kate Capshaw o directores como Steven Spielberg.
En 2003 se unió a la banda el percusionista Tomasz Grochot.
Fueron nominados al German Musical Critics Award por su disco "Live at the Pit", ganando el German Record Critics Award 2000 por "Sounds of the Vanishing World"
Curiosidades
- La canción "Take it easy" de su álbum Ten pieces to save the world fue la sintonía del popular programa de Radio Nacional de España El ombligo de la luna

Discografía
- Trío - Klezmer Acoustic Music (RIENCD04) (Oriente 1996)
- Eden (Oriente 1997)
- Live at the Pit (Oriente 1998)
- Sounds of the Vanishing World (RIENCD24) (Oriente 1999)
- Ten Pieces to Save the World (Oriente 2003)
- East Meets East (EMI 2003)
- Quartet - Live At Home (RIENCD48) (Oriente 2004)
- Seventh Trip (Oriente 2007)
- Śpiewam życie - I Sing Life, con Edyta Geppert (Oriente 2007)
- Out of Sight (Oriente 2009)
- Feelharmony (EMI 2012)
- Ten (Oriente 2014)
- Cabaret of Death: Music for a Film (Oriente 2015)

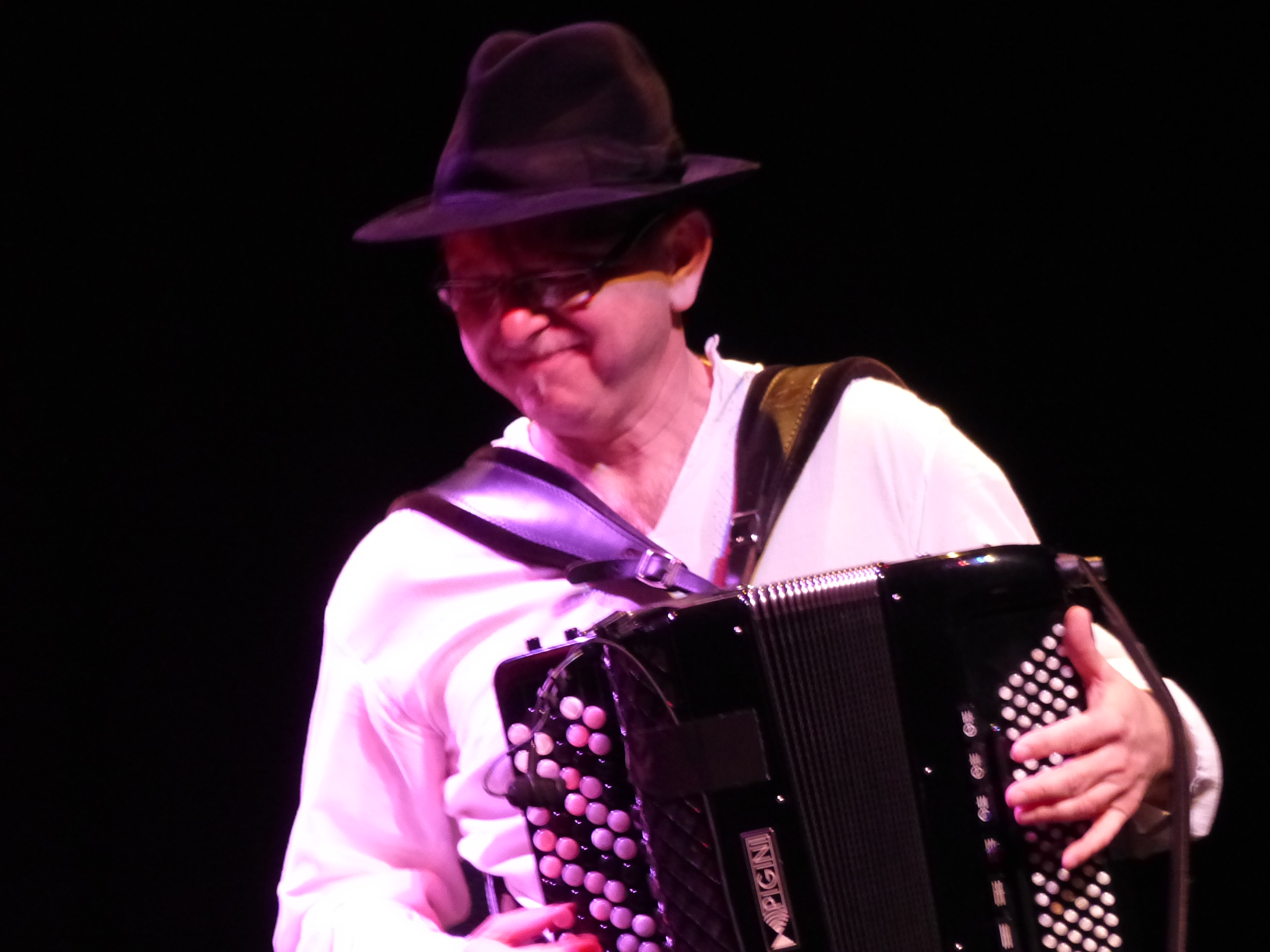
Jerzy Bawol
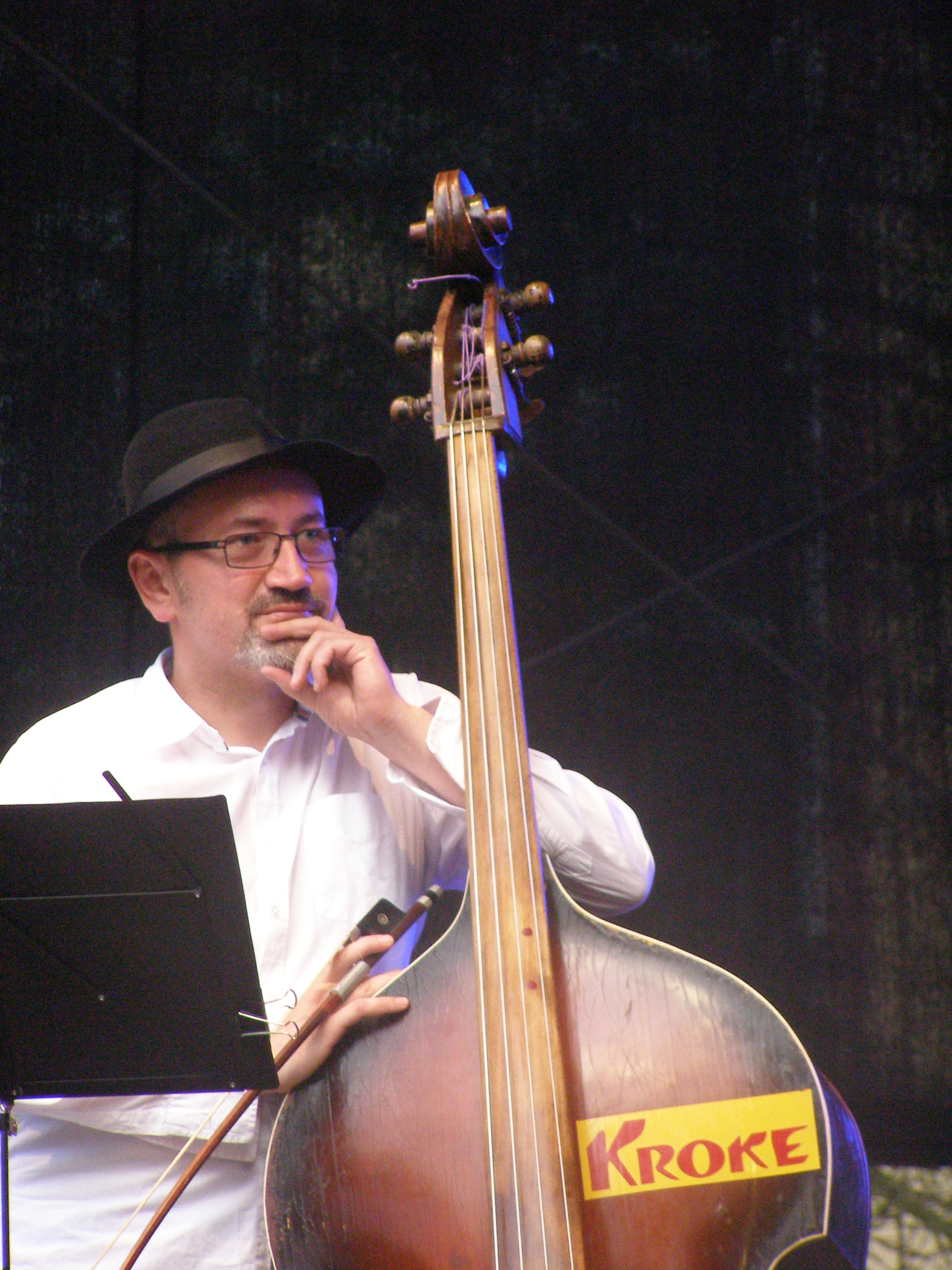
Tomasz Lato
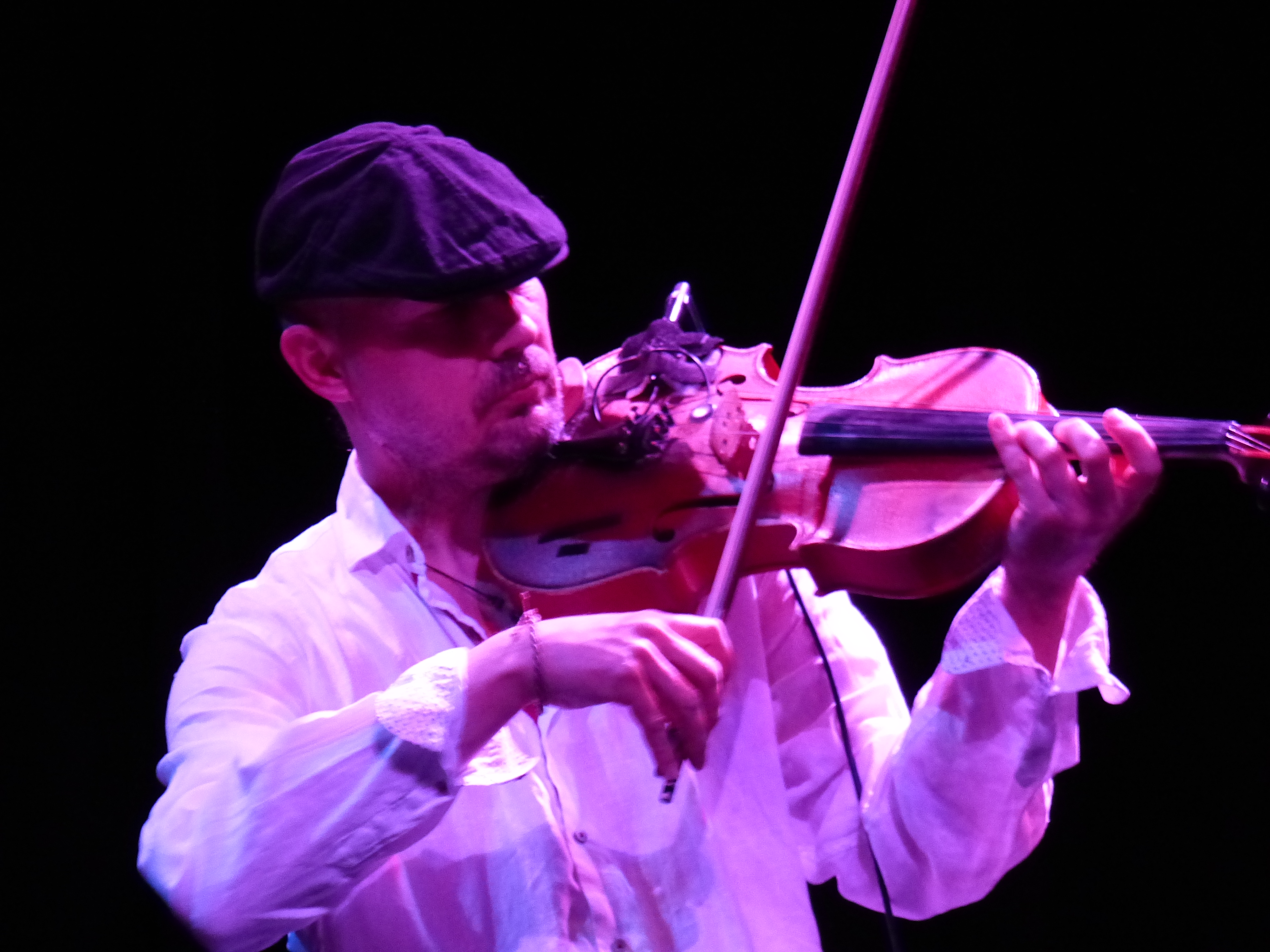
Tomasz Kukurba